# Josef Starý
Josef Starý (4. června 1912 Louny – 16. května 2000 Dobříš) byl český a československý vysokoškolský pedagog a politik, za normalizace ministr dopravy České socialistické republiky.

## Biografie
Vystudoval Právnickou fakultu Univerzity Karlovy. V období let 1931–1952 pracoval na vedoucích postech u Československých státních drah. Od roku 1953 působil jako vysokoškolský pedagog. V letech 1953–1959 přednášel na Vysoké škole železniční v Praze, kde mezi roky 1953 a 1958 zastával i post děkana její dopravně technické fakulty a v letech 1958–1959 prorektora. Poté, co byla tato škola počátkem 60. let přestěhována do Žiliny (Vysoká škola dopravní v Žilině), přešel tam a od roku 1966 byl jejím prorektorem. Kromě toho působil i ve vládních úřadech. V letech 1959–1965 byl vedoucím odboru vysokých škol na ministerstvu školství. Byl autorem vysokoškolských učebnic a působil i jako lyrický básník.
Po provedení federalizace Československa byl 8. ledna 1969 jmenován členem české vlády Stanislava Rázla jako ministr dopravy. Funkci si podržel i v následující vládě Josefa Kempného a Josefa Korčáka do prosince 1971.